# Árni Gautur Arason
Árni Gautur Arason (ur. 7 maja 1975 w Reykjavíku), piłkarz islandzki grający na pozycji bramkarza.

## Kariera klubowa
Arason pochodzi z Reykjaviku, ale piłkarską karierę rozpoczynał w klubie Akraness. W jego barwach zadebiutował w 1994 roku w lidze, ale przez kolejne 3 lata nie wywalczył miejsca w wyjściowej jedenastce i był zaledwie rezerwowym, mając mały udział w wywalczeniu przez Akranes mistrzostwa Islandii w latach 1994-1996 i zdobycia Pucharu Islandii w 1996 roku. W barwach zespołu z Akranes rozegrał zaledwie 6 meczów i w końcu na sezon 1997 przeszedł do Stjarnan F.C., z którym spadł z ligi zajmując ostatnią pozycję.
W 1998 roku Arason przeszedł do Rosenborg BK. Przez pierwsze 2 sezony, w których to Rosenborg wywalczył mistrzostwo Norwegii, był rezerwowym dla Jørna Jamtfalla. W 2000 roku Arason stał się już bramkarzem wyjściowej jedenastki i przez kolejne sezony, czyli w latach 2000-2003 zostawał mistrzem Norwegii oraz z klubem z Trondheim grał w fazie grupowej Ligi Mistrzów. W 2001 roku dodatkowo otrzymał Nagrodę Kniksena dla Najlepszego Bramkarza Ligi.
Latem 2003 Arason został bramkarzem Manchesteru City, ale w Premiership przez cały sezon nie zagrał ani razu przegrywając rywalizację z Davidem Seamanem oraz Davidem Jamesem. Wystąpił jedynie w dwóch meczach Pucharu Anglii. W 2004 roku Árni wrócił do Norwegii i został piłkarzem Vålerenga Fotball. Od razu został pierwszym bramkarzem klubu i w 2005 roku wywalczył z nim pierwsze mistrzostwo Norwegii od 21 lat. Grał na tyle dobrze, że po raz drugi w karierze dostał Nagrodę Kniksena. Natomiast w 2006 roku zajął ze stołecznym klubem 3. miejsce.m Weczu sparingowym z Dymamo Moskwa stracił 3 bramki. Przegrał 0:3.
W 2008 roku zaliczył epizod w zespole Thanda Royal Zulu, gdzie rozegrał sześć spotkań. Następnie przeniósł się do Odds BK, gdzie gra do dziś.
| Statystyki kariery klubowej | Statystyki kariery klubowej | Statystyki kariery klubowej | Statystyki kariery klubowej | Statystyki kariery klubowej | Statystyki kariery klubowej |
| Sezon                       | Klub                        | Kraj                        | Rozgrywki                   | Mecze                       | Bramki                      |
| --------------------------- | --------------------------- | --------------------------- | --------------------------- | --------------------------- | --------------------------- |
| 1994                        | Akraness                    | Islandia                    | Landsbankadeildin           | 1                           | 0                           |
| 1995                        | Akraness                    | Islandia                    | Landsbankadeildin           | 3                           | 0                           |
| 1996                        | Akraness                    | Islandia                    | Landsbankadeildin           | 2                           | 0                           |
| 1997                        | Stjarnan F.C.               | Islandia                    | Landsbankadeildin           | 11                          | 2                           |
| 1998                        | Rosenborg BK                | Norwegia                    | Tippeligaen                 | 3                           | 0                           |
| 1999                        | Rosenborg BK                | Norwegia                    | Tippeligaen                 | 6                           | 0                           |
| 2000                        | Rosenborg BK                | Norwegia                    | Tippeligaen                 | 22                          | 0                           |
| 2001                        | Rosenborg BK                | Norwegia                    | Tippeligaen                 | 24                          | 0                           |
| 2002                        | Rosenborg BK                | Norwegia                    | Tippeligaen                 | 24                          | 0                           |
| 2003                        | Rosenborg BK                | Norwegia                    | Tippeligaen                 | 2                           | 0                           |
| 2003/04                     | Manchester City             | Anglia                      | Premiership                 | 0                           | 0                           |
| 2004                        | Vålerenga Fotball           | Norwegia                    | Tippeligaen                 | 12                          | 0                           |
| 2005                        | Vålerenga Fotball           | Norwegia                    | Tippeligaen                 | 26                          | 0                           |
| 2006                        | Vålerenga Fotball           | Norwegia                    | Tippeligaen                 | 26                          | 0                           |
| 2007                        | Vålerenga Fotball           | Norwegia                    | Tippeligaen                 | 26                          | 0                           |
| 2008                        | Thanda Royal Zulu           | Południowa Afryka           | Premier Soccer League       | 6                           | 0                           |
| 2008                        | Odds BK                     | Norwegia                    | Adeccoligaen                | 9                           | 0                           |
| 2009                        | Odds BK                     | Norwegia                    | Tippeligaen                 | 29                          | 0                           |
|                             |                             |                             | Łącznie w Landsbankadeildin | 24                          | 0                           |
|                             |                             |                             | Łącznie w Adeccoligaen      | 152                         | 0                           |

## Kariera reprezentacyjna
W reprezentacji Islandii Arason zadebiutował 19 sierpnia 1998 roku w wygranym 4:1 meczu z Łotwą. Przez kolejne lata rywalizował o miejsce w bramce reprezentacji z doświadczonym Birkirem Kristinssonem. W swojej karierze ma już za sobą występy w eliminacjach do Euro 2000, MŚ 2002, Euro 2004, MŚ 2006, a obecnie rywalizuje w kwalifikacjach do Euro 2008.

## Sukcesy
- Mistrzostwo Norwegii: 1998, 1999, 2000, 2001, 2002, 2003 z Rosenborgiem, 2005 z Vålerengą
- Puchar Norwegii: 1999, 2003 z Rosenborgiem
- Nagroda Kniksena: 2001, 2004